# Kristin Skaslien
Kristin Skaslien, née le 18 janvier 1986, est une curleuse norvégienne.

## Carrière
Elle a remporté la médaille de bronze aux Championnats du monde en 2015 ainsi que la médaille d'argent en 2021 dans la catégorie double mixte. Elle a été retenue pour participer tournoi olympique de double mixte de 2018, remportant une médaille de bronze. Elle est médaillée d'argent en double mixte aux Jeux olympiques d'hiver de 2022 à Pékin avec Magnus Nedregotten, s'inclinant en finale contre la paire italienne composée de Stefania Constantini et Amos Mosaner.

## Palmarès

### Jeux olympiques
- Médaille d'argent en double mixte aux Jeux olympiques d'hiver de 2022 à Pékin ( Chine).
- Médaille de bronze en double mixte aux Jeux olympiques d'hiver de 2018 à Pyeongchang ( Corée du Sud).

### Championnats du monde
- : Médaille d'argent au Championnat du monde double mixte 2021 à Aberdeen ( Écosse).
- : Médaille de bronze au Championnat du monde double mixte 2015 à Sotchi ( Russie).
- : Médaille de bronze au Championnat du monde double mixte 2024 à Östersund ( Suède).

### Championnats d'Europe
- : Médaille d'argent au Championnat d'Europe mixte 2014 à Copenhague ( Danemark).